# Ford Ranch Wagon

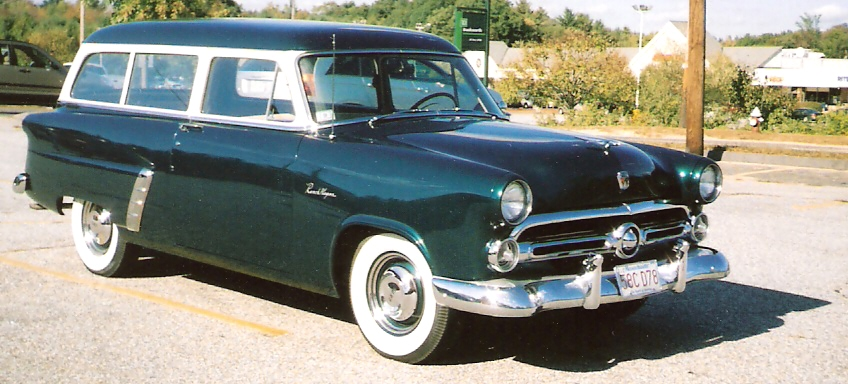
1952 Ford Ranch Wagon

Ford Ranch Wagon var en amerikansk bilmodell tillverkad modellåren 1952-1977 av Ford Motor Company. Ranch Wagon var den enklaste modellen av Fords stationsvagnar och ingick ifrån början i modellserien Ford Mainline, för att årsmodellerna 1955-1962 och 1965-1968 tillsammans med övriga stationsvagnar ingå en gemensam herrgårdsvagnsserie kallad ”Ford Station Wagon”. Åren 1963-1964 flyttades namnet tillfälligt ner till den mindre Fairlaneserien. Från 1969 lyftes Ranch Wagon in i modellserien Custom för att från och med 1978 i likhet med Custom-serien helt slopas från modellutbudet.

## Produktion
Från början var alla Ranch Wagon sexsitsiga två-dörrars stationsvagnar. År 1954 fanns den både i Mainline- och Customlineserien, vilka 1955-1956 kallades Ranch Wagon respektive Custom Ranch Wagon. Åren 1957-1959 bytte den sistnämnda namn till Del Rio Wagon innan den utgick ur modellutbudet och år 1958 tillverkades den första fyra-dörrars modellen av Ranch Wagon. Mellan 1968 och 1974 tillverkades modellen som både sex- och niositsiga fordon, för att de sista tre sista åren åter endast finnas i sexsitsigt utförande. I likhet med övriga modeller inom Ford gjordes olika förändringar genom åren.

### 1952
Karossen på Ford var helt ny inför 1952. Utformningen av detaljer som instrumentbräda, grill, körriktningsvisare och inte minst de kromade ”luftinsläppen” på bakskärmarna var tydligt inspirerade av den moderna jetmotortekniken.

### 1953
Den stora nyheten inför 1953 var att Fordarna nu gick att köpa med servostyrning och bromsservo som extratillbehör. Alla bilar hade dessutom en minnesplakett i rattcentrum för att uppmärksamma märkets 50-årsjubileum. 

### 1954
Detta år markerade slutet på en över trettio år lång period av sidventilsmotorer, då man introducerade märkets första moderna toppventils V8, den så kallade ”Ford Y-block” på 130 hk. Som extrautrustning fanns nu även elmanövrerade säten att beställa och hastighetsmätaren flyttade upp ovanpå instrumentbrädan och försågs med ett genomskinligt lock som släppte in solljus. 

## Bildgalleri

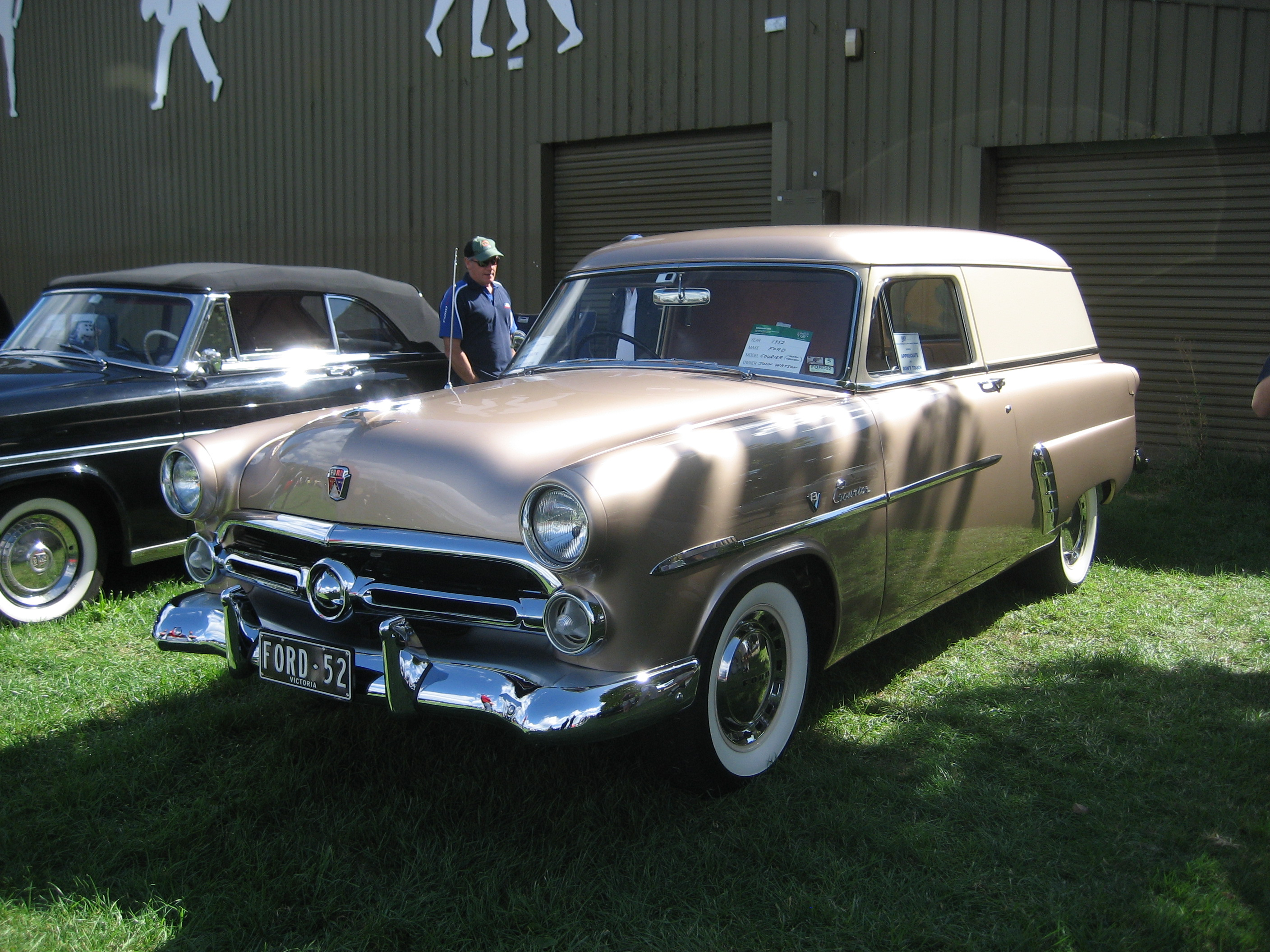
1952 Ford Courier Sedan Delivery
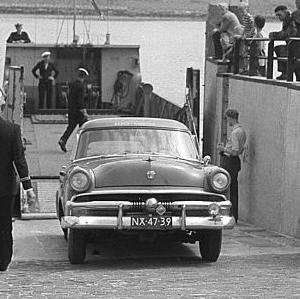
1953 Ford Mainline Ranch Wagon
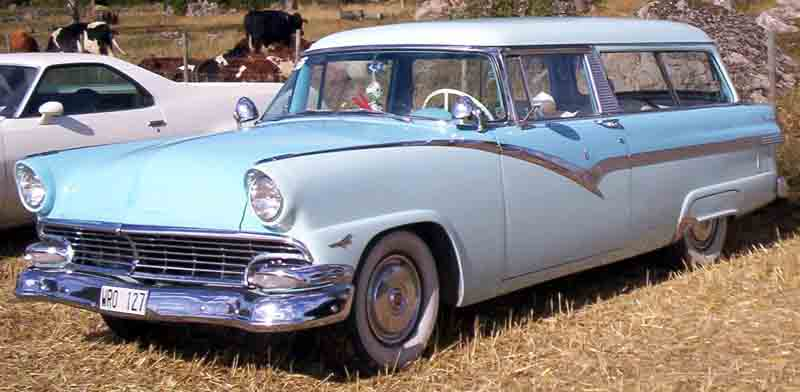
1956 Ford Parklane Wagon
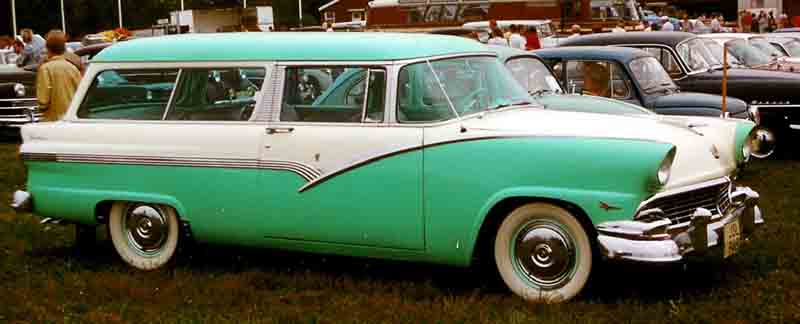
1956 Ford Parklane Wagon
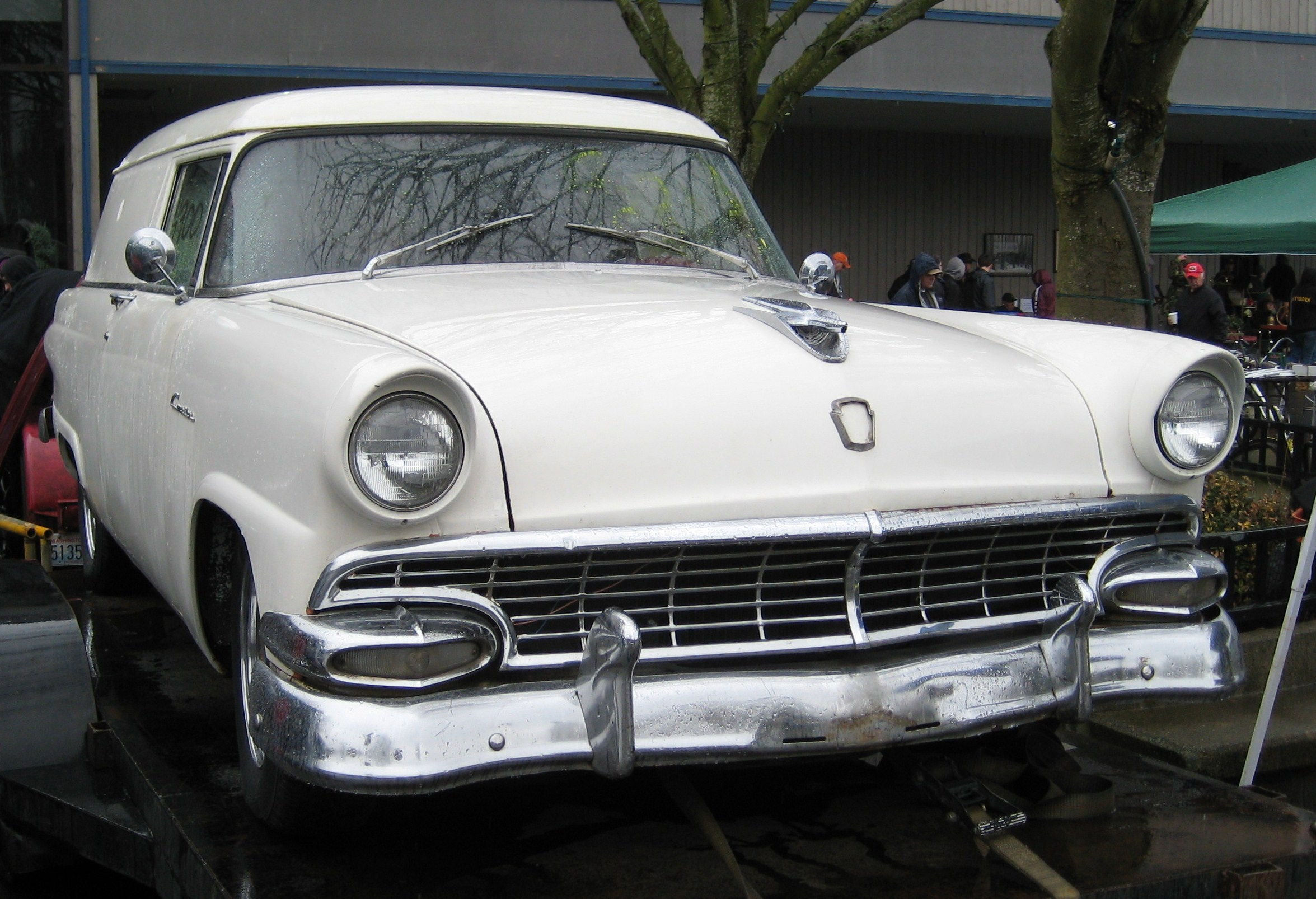
1956 Ford Courier Sedan Delivery
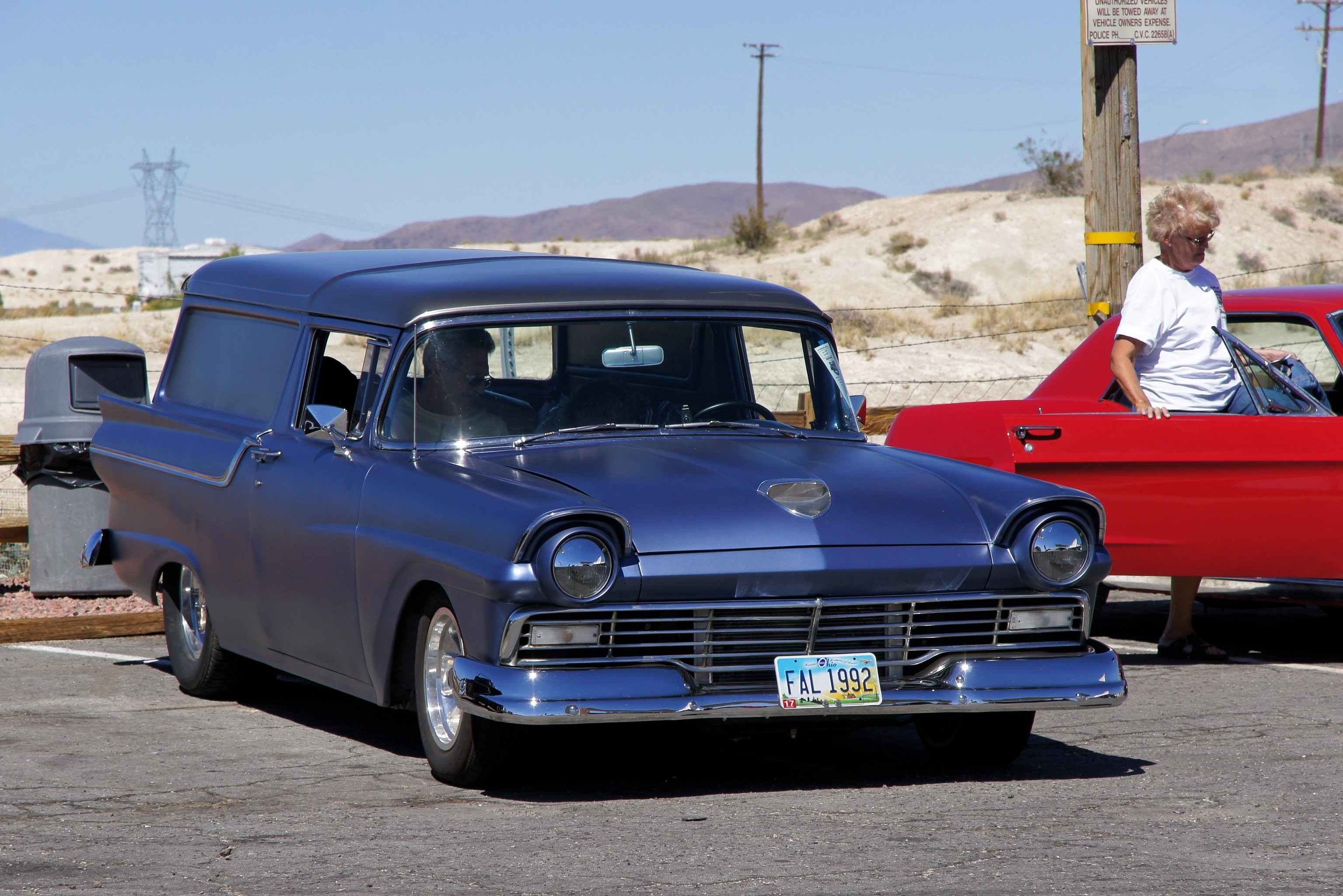
1957 Ford Courier Sedan Delivery
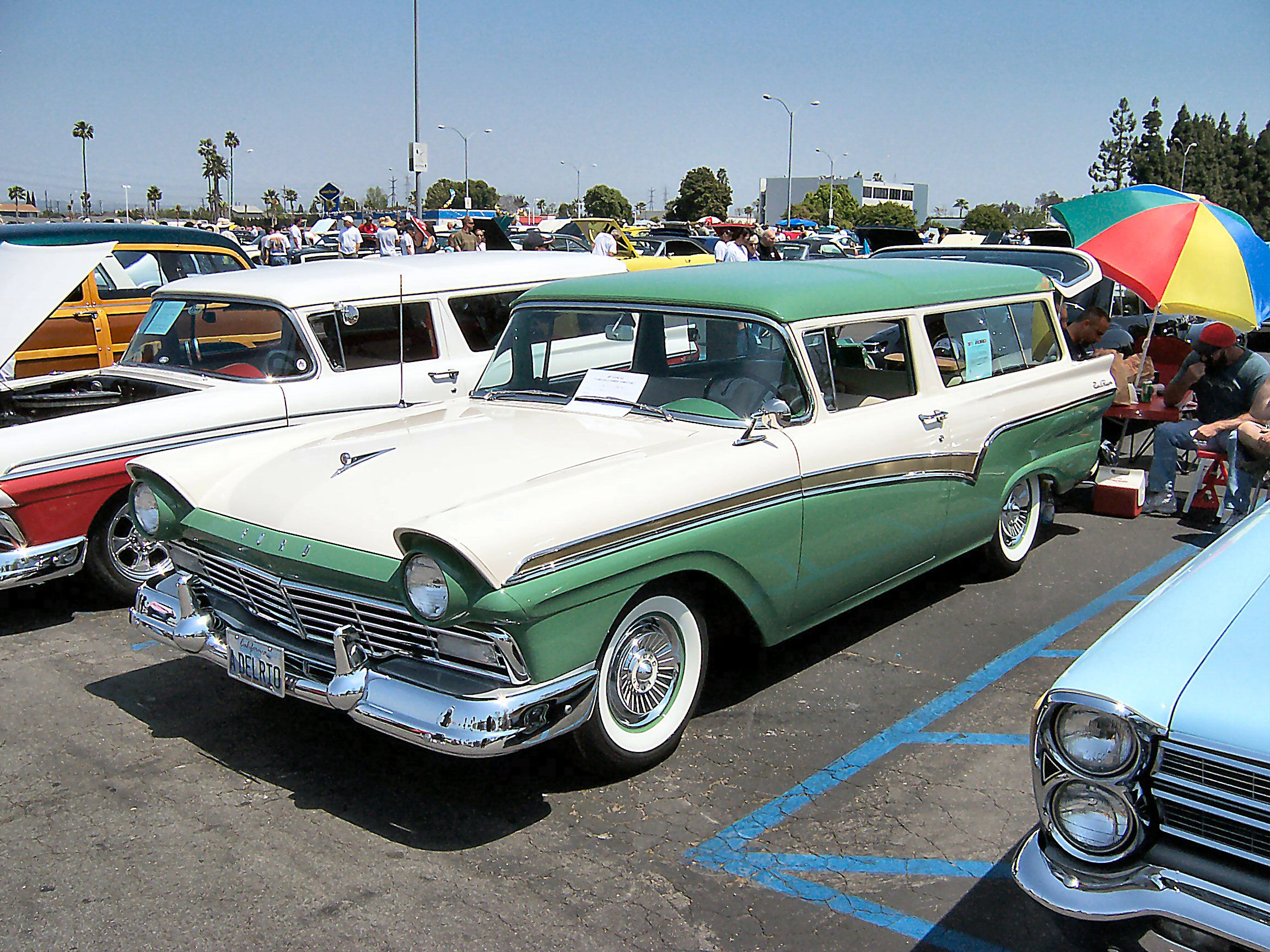
1957 Ford Del Rio Wagon
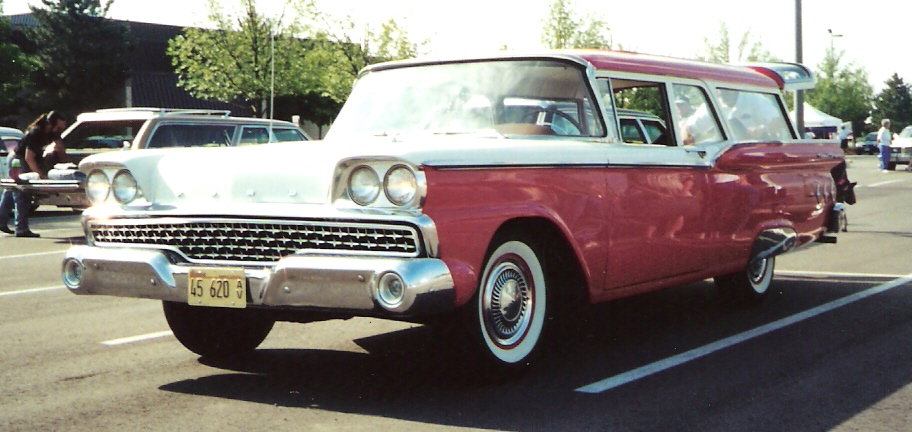
1959 Ford Ranch Wagon
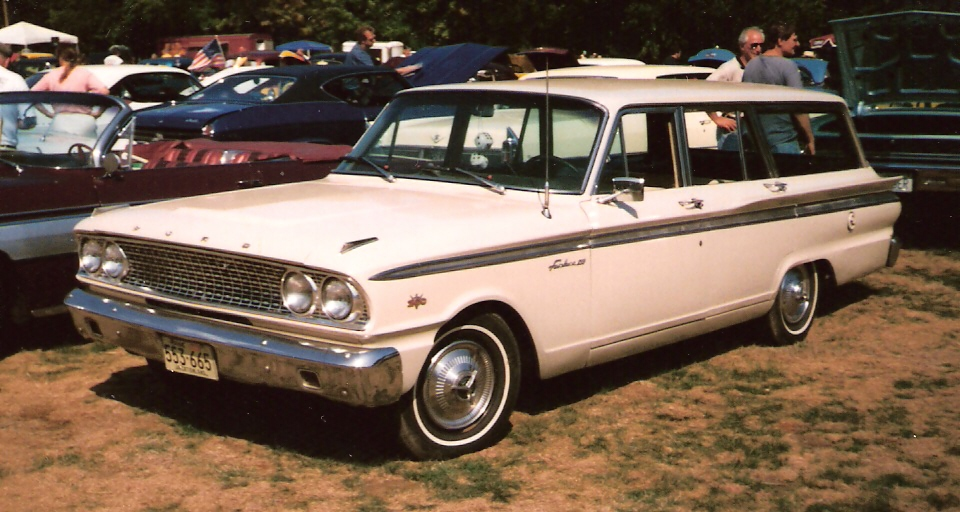
1963 Ford Fairlane 500 Ranch Wagon
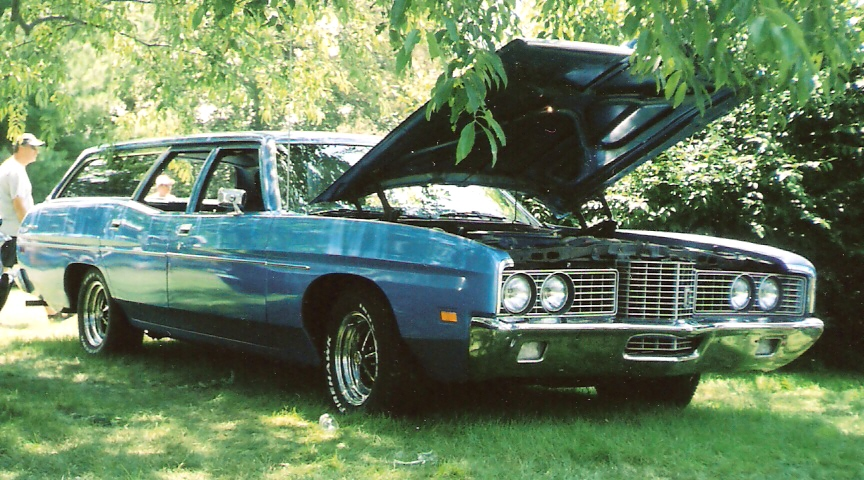
1972 Ford Custom 500 Ranch Wagon

### Fotnoter
1. ↑  Parallellt med, och helt och hållet baserade på Ranch Wagon tillverkades även åren 1952-1960 en två-dörrars så kallad leveranssedan (Sedan Delivery på amerikansk engelska) med igenlagda bakre sidorutor under modellnamnet Courier
2. ↑  Endast under modellåret 1956 fanns även en två-dörrars stationsvagn i Fairlane-utförande, vilken gick under namnet ”Parklane”